# 예지 클렘펠
예지 클렘펠(폴란드어: Jerzy Klempel, 1953년 4월 23일 ~ 2004년 5월 28일)는 폴란드의 핸드볼 선수, 지도자로 현역 시절 포지션은 라이트백, 라이트윙이다. 현역 시절에 폴란드 핸드볼 슈퍼리그의 실롱스크 브로츠와프와 독일 한트발 분데스리가의 프리슈 아우프 괴핑겐에서 뛰었으며, 분데스리가 득점왕 3회에 올랐다. 폴란드 국가대표팀의 일원으로 올림픽에 2회 참가하여 동메달 1개를 획득했고, 핸드볼 월드컵에서 2회 준우승을 했다.